# Psilocymbium antonina
Psilocymbium antonina is een spinnensoort in de taxonomische indeling van de hangmatspinnen (Linyphiidae).
Het dier behoort tot het geslacht Psilocymbium. De wetenschappelijke naam van de soort werd voor het eerst geldig gepubliceerd in 2010 door Rodrigues en Ott.